# Станнид димагния
Станнид димагния — бинарное интерметаллическое неорганическое соединение
магния и олова
с формулой Mg2Sn,
светло-голубые кристаллы.

## Получение
- Сплавление стехиометрических количеств чистых веществ:

{\displaystyle {\mathsf {2Mg+Sn\ {\xrightarrow {771^{o}C}}\ Mg_{2}Sn}}}

## Физические свойства
Станнид димагния образует светло-голубые кристаллы
кубической сингонии,
пространственная группа F m3m,
параметры ячейки a = 0,67594 нм, Z = 4,
структура типа дифторида кальция CaF2
.
По другим данным данным
тригональная сингония,
параметры ячейки a = 0,47496 нм, α = 60°, Z = 1.
При температуре 600-1200°С и давлении 2,5÷5,5 ГПа происходит переход в фазу гексагональной сингонии.
Соединение конгруэнтно плавится при температуре 770,5°С .